# Synagoga w Krakowie (ul. Trynitarska 18)
Synagoga w Krakowie – prywatny dom modlitwy znajdująca się na Kazimierzu w Krakowie, w podwórzu kamienicy przy ulicy Trynitarskiej 18.
Synagoga została zbudowana w 1889 roku. Podczas II wojny światowej hitlerowcy zdewastowali synagogę. Obecnie budynek synagogi służy jako warsztat. 